# Carlos, a Criança
Carlos, a Criança (latim Karolus puer, de acordo com os anais de Saint-Bertin), nascido em 847/848, morreu a Predefinição:V. perto de Buzançais, foi rei da Aquitânia, a partir de 15 de outubro de 855 até à sua morte. Ele é o segundo filho do rei Carlos, o Calvo e de sua primeira esposa Ermentruda de Orleans.

## Reinado

Império carolíngio, como resultado da partilha de 843. O reino da Aquitânia é removido a Pepino II em 855 por Carlos, o Calvo, que o atribui a seu filho Carlos, a Criança.

Com a prisão do rei Pepino II da Aquitânia, os grande da Aquitânia, revoltam-se em 853, apelando a Luís, o Germânico. Eles oferecem a coroa da Aquitânia a seu filho Luís , o Jovem , que atravessa a Neustria com um exército. Ele cruza o Loire, no final de setembro ou início de outubro de 854 e segue até Limoges. Mas o pouco apoio dos Aquitanos após os abusos de seus soldados, e a intervenção de seu tio, Carlos, o Calvo, o impulsam a retirar. Ao mesmo tempo, Pepino II da Aquitânia, e seu irmão Carlos, conseguem escapar do convento, onde foram presos e tomam a liderança da revolta.
Em outubro de 855 em Limoges, a fim de satisfazer os grandes da Aquitânia, o Carlos, o Calvo faz proclamar, sacrar, e coroar rei da Aquitânia seu segundo filho Carlos, a Criança, pelo arcebispo de Bourges, Raoul de Bourges. A 7 de julho de 856, na assembleia de Quierzy ,Carlos, o Calvo, oferece amnistia aos Aquitanos revoltosos, que abandonariam o partido de Pepino II; ele os convoca a Verberie a 26 de julho mas eles não aparecem, esperando os reforços de Luís o Germânico. Como este em campanha contra os Eslavos, não intervem, eles reconhecem o novo Carlos, a Criança em detrimento de Pepino. Os Aquitanos, novamente convocados por Carlos, o Calvo para o campo de Neaufles em setembro, recusam-se a comparecer, mas Carlos conseguem, no entanto, reconciliar-se com eles no decorrer do mês e a 14 de outubro, eles reconhecem Carlos, a Criança como rei na assembleia de Chartres.
Carlos não exerce mais do que uma autoridade nominal  sobre a Aquitânia. No início de 862, por mal maior, toma como esposa a viúva de um conde chamado Humberto, sem a permissão de seu pai, a pedido do conde de Auvergne Estevão e Efroi, talvez o antigo conde de Toulouse. O rei Carlos, o Calvo, reage. A entrevista de Meung-sur-Loire, em maio, próximo, entre Carlos, a Criança, seu pai e sua mãe, a rainha Ermentruda, não dá em nada, e o jovem rei voltou enfurecido para o seu reino, apesar de uma aparente submissão. No outono do ano seguinte, a situação foi piorando, e Carlos, o Calvo reúne as tropas na Borgonha. Ele marcha de Auxerre (2 de dezembro de 863), sobre Nevers, na intenção de atravessar o rio Loire para ir buscar seu filho a Bourges, sua capital. A Criança, então, vai para Nevers, para se submeter com os grandes da Aquitânia, que renovam seu juramento de lealdade para com o rei de França ocidental. A Criança é trazida de volta para seu pai, que tem pouca confiança no sua submissão e, em seguida, a Aquitânia é devastada por bandos de Vikings introduzido pelo Loire, a Gironda e Charente.
Pepino II, isolado, usa os Normandos para devastar Poitou no ano seguinte. Em março de 864, ele contrata-os como mercenários e põe cerco a Toulouse; o Toulousain, o Rouergue e o Albigeois foram colocados em saco, mas Pippin não pode capturar a cidade defendida pelo missi de Carlos, o Calvo. Ele se retira e, em seguida, foi feito prisioneiro pelo conde Rannoux de Poitiers. Condenado pela assembleia da Pîtres como um traidor e apóstata , em junho de 864, ele é preso em Senlis , onde perdemos o seu rasto.
Após o xadrez geral de Worm em maio de 865, a pedido dos grandes e dos bispos,  Carlos, o Calvo, envia Carlos, a Criança novamente reinar em Bourges , como rei da Aquitânia. Um ano mais tarde, o jovem é acidentalmente morto durante uma caçada. Ele não deixa descendentes e foi enterrado em Bourges.